# Disney's Grand Floridian Resort
Disney's Grand Floridian Resort est l'un des hôtels du complexe de Walt Disney World Resort en Floride qui a ouvert le 28 juin 1988. Il est situé sur les rives du Seven Seas Lagoon côté golf et se marie avec l'entrée victorienne du Magic Kingdom, Main Street USA.
C'est depuis son ouverture, le fleuron des hôtels du parc à l'image des Disneyland Hotel. Il représente le luxe victorien à son apogée pour le bénéfice des visiteurs. Il propose près de 900 chambres et suites.
L'hôtel s'est aussi appelé Disney's Grand Floridian Beach Resort jusqu'en 1995. Depuis l'indication de & Spa est parfois ajoutée au nom de l'hôtel afin d'indiquer la présence d'une centre de beauté et de remise en forme.
En 1992 un centre de congrès a ouvert derrière l'hôtel.

En 1995 le Disney's Fairy Tale Wedding Pavilion permet d'organiser des cérémonies de mariage dans un décor victorien.
En 1997, le nom d'origine Disney's Grand Floridian Beach Resort a été changé pour devenir Disney's Grand Floridian Resort & Spa. Le 8 décembre 2011, Disney Vacation Club annonce l'ouverture pour 2013 de  147 appartements en temps partagés dans un nouveau bâtiment. L'extension Disney's Villas at Grand Floridian ouvre le 23 octobre 2013.

## Le thème
Le thème de l'hôtel est le faste victorien des années 1890. Il est fortement inspiré par l'hôtel Del Coronado Hotel de San Diego en Californie et des palaces de Floride, pour certains malheureusement détruits.

Dans les années 1890 la côte est de la Floride devint une destination de vacances d'hiver. C'est le magnat de la Standard Oil, Henry Flagler qui est à l'origine de cet engouement. Il est le fondateur de Palm Beach. De même sur la côte ouest, John Ringling, propriétaire de cirque et membre de la famille qui acheta à Barnum son cirque, fonda la ville de Sarasota pour en faire une destination de loisirs.
L'équipe d'imagineers chargée de la conception de l'hôtel se rendirent dans les hôtels :
- Bellevue Biltmore à Clearwater en Floride (inspiration pour la forme et la taille) ;
- Grand Hotel sur l'Île Mackinac dans le Michigan [5]; (inspiration pour les proportions) ;
- Royal Poinciana de Palm Beach en Floride, pour son faste, c'était l'un des lieux préférés de John D. Rockefeller et de Theodore Roosevelt ;
- Del Coronado Hotel de San Diego en Californie, visible dans le film Certains l'aiment chaud (1959). Ils sont très proches l'un de l'autre puisqu'ils font partie du même courant architectural.

Le  15 avril 2019, Disney World annonce un bar et lounge bar sur le thème de La Belle et la Bête.

## Les bâtiments
L'hôtel occupe une péninsule presque carrée de 4 ha en bordure du Seven Seas Lagoon. Seule la marina au nord pénètre dans le carré. Cette marina, située au nord, permet de créer un autre visage à l'hôtel, un côté plus front de mer portuaire que celui avec la plage de sable situé de l'autre côté, au sud. On peut identifier un troisième visage à l'hôtel avec les deux bâtiments, presque les pieds dans l'eau, situés à l'est du carré. À l'ouest un monorail permet de séparer l'hôtel de son parking et de son centre de congrès.
L'hôtel s'organise en trois parties, une autour de la marina, une autre autour du jardin intérieur et la troisième le long de la plage. Les trois parties sont accessibles depuis le bâtiment principal. Le jardin intérieur est entouré par les bâtiments des chambres sauf un qui se trouve de l'autre côté de la marina.

### L'architecture
Les bâtiments utilisent toute la gamme de l'architecture victorienne avec des tourelles, des rangées des lucarnes à croupe triangulaire (aussi appelé à tort chien-assis), des coupoles, des balcons et appentis finement ouvragés. Le tout est en bois ou en imitation bois à partir de plastique. Les deux formes de base sont l'octogone équilatéral et le rectangle qui s'associent parfois pour donner des octogones allongés comme le grand hall. Ainsi la plupart des petits bâtiments et des avancées des grands sont des octogones surmontés d'un toit pointu (en pavillon).
Les couleurs extérieures sont assez simples et surtout reconnaissables : un ocre rouge pour les toitures et un blanc pur pour le reste. Ces couleurs se mêlent admirablement au bleu du ciel, du lagon et à la verdure environnante, abondante mais entretenue.
L'aspect intérieur est lui aussi très élaboré et donne un sentiment de luxe mais sans écraser le visiteur. Les espaces sont dégagés et lumineux. Les murs sont en blanc et la lumière inonde la quasi-totalité des espaces.
Les bâtiments sont numérotés de 3 à 9. Le centre de congrès semble devoir être le Numéro 2 et le numéro 1 non défini.

### Le bâtiment principal

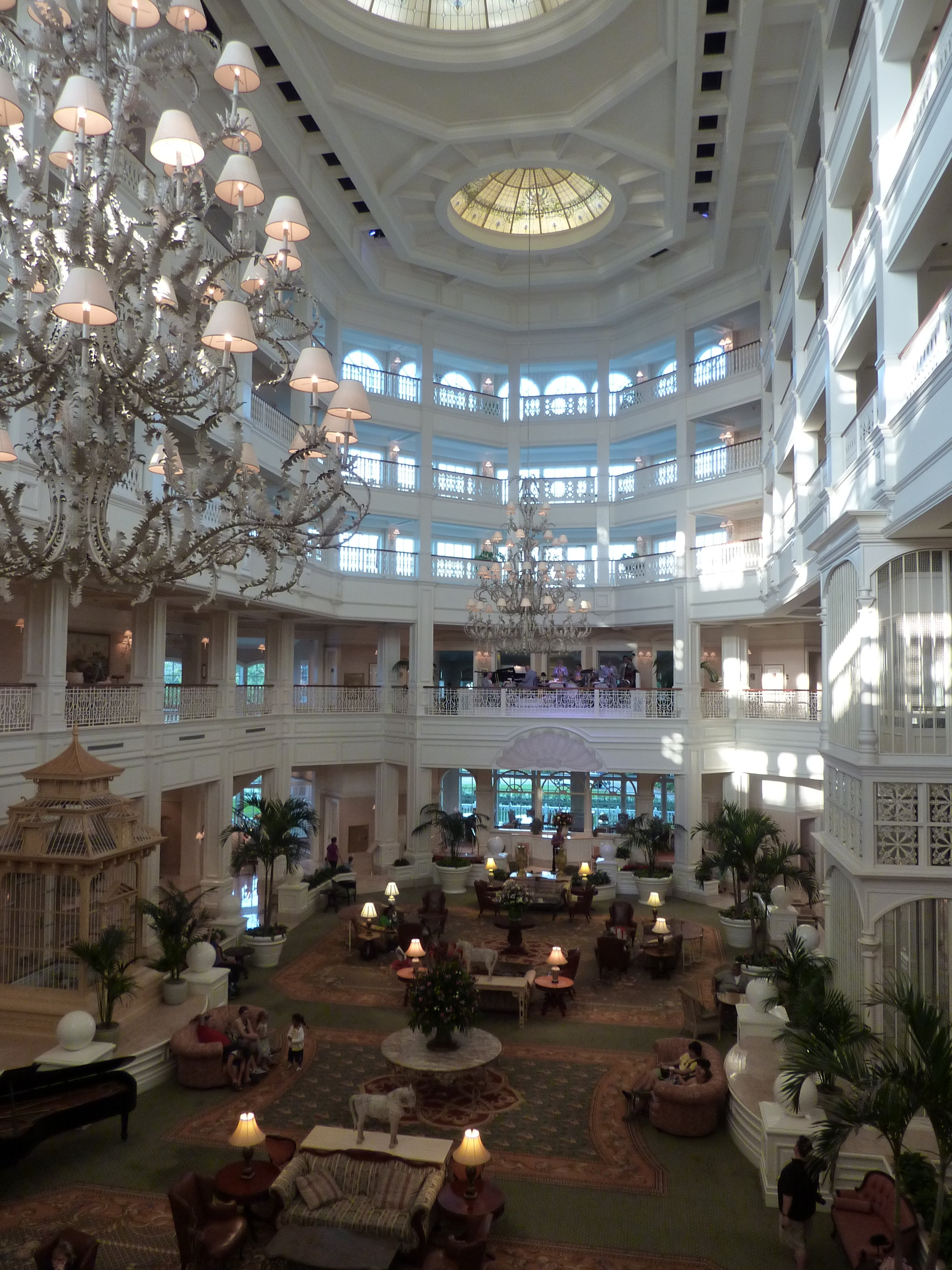
Grand lobby

Communément appelé en anglais le Main Building c'est le cœur de l'hôtel.
Il est constitué en réalité de deux bâtiments. La plupart des suites sont situées dans ce bâtiment au premier et deuxième niveau.
- Le Numéro 3 contient le Grand Hall. Il est situé au sud et est relié à la gare de monorail. Il accueille sur ses deux premiers niveaux des boutiques et des restaurants. Le côté sud est bordé par une plage de sable blanc longeant le Seven Seas Lagoon et par une piscine nouvelle génération, ajoutée en 2001.

À l'intérieur du bâtiment un immense hall, le Grand Lobby qui occupe cinq niveaux. Les façades est et ouest sont vitrées et amènent beaucoup de lumière. Les trois verrières et les deux immenses lustres descendant des deux verrières latérales augmentent la luminosité du lieu et donnent un aspect magique à la nuit tombée. Les verrières ne sont pas éclairées directement par la lumière naturelle. Un faux étage creux occupe une grande partie du toit. Ce dernier est surmonté par un unique lanternon au centre qui amène la lumière. C'est dans ce faux plafond que le système de ventilation est installé.

Au milieu de cette pièce une volière des années 1900 occupe le côté amenant à la réception. Au centre un piano à queue offre ses mélodies. Tandis qu'en face un grand escalier et une cage d'ascenseurs en fer permettent de rejoindre le premier étage avec ses restaurants et ses boutiques. À l'une des extrémités du grand hall au premier étage un salon a été aménagé dans la galerie du balcon pour accueillir un orchestre de chambre. L'autre extrémité permet de rejoindre par un couloir la gare de monorail. 

Souvent pendant la période de noël un immense sapin, décoré et illuminé, s'élève dans le hall en lieu et place du piano, jusqu'au plafond. C'est un sapin assemblé.
- Le Numéro 4 est la suite du Main Building et est accolé au Grand Hall. Elle donne sur le jardin de la cour intérieure de l'hôtel qui est agrémentée d'une piscine. Tandis qu'une autre façade donne sur la marina. Il accueille lui aussi sur les deux premiers niveaux des boutiques et restaurants sauf côté marina. Du côté marina, une esplanade permet d'accéder à une zone d'activités et un bar-restaurant-salle de jeux inaccessibles autrement situés au rez-de-chaussée. Une partie, longée par le monorail et avec une cour intérieure, dissimule les parties techniques de l'hôtel, au dos du Main Building.

### Les bâtiments avec chambres
Cinq bâtiment accueillent des chambres sur quatre niveaux sauf un de trois (le Sugar Leaf Key).
- Le Sago Cay (N° 5) est situé à gauche de la marina à proximité du centre de congrès.
- Le Sugar Leaf Key (N° 6) est situé à droite de la marina.
- Le Coach Key (N° 7) est situé dans le prolongement du Sugar Leaf Key.
- Le Boca Chica (N° 8) est situé de l'autre côté de la cour intérieure en bordure du Seven Seas Lagoon.
- Le Big Pine Key (N° 9) est situé perpendiculairement au Boca Chica dans le prolongement du Grand Hall.

### Les autres bâtiments
- Un bâtiment situé sur le fronton entre le Coach Key et Boca Chica accueille un restaurant, le Narcoossee's. Un ponton d'embarquement pour les ferry du lagon est accroché à côté de ce bâtiment.
- Entre le Boca Chica et Big Pine Key un pavillon bordé par une piscine héberge un bar.
- Un petit pavillon est niché entre le Grand Hall et le Big Pine Key, c'est la Sommerhouse qui accueille un café-bar en bordure de plage.
- Deux pavillons ont été ajoutés à la piscine située le long de la plage.
- Le centre de congrès occupe un grand bâtiment de 2 700 m2 à l'ouest du Sago Cay.
- Un pavillon de mariage a été construit en 1995 sur un îlot le long de la plage entre le Disney's Grand Floridian Beach Resort et le Disney's Polynesian Resort.

## Les services de l'hôtel
| L'hôtel est desservi par le Walt Disney World Monorail, la station est accessible depuis le premier étage du Grand Hall dans le bâtiment principal. |

### Les chambres
Les chambres sont spacieuses (près de 40 m2) et sont classées selon la vue, soit sur le jardin soit sur le lagon. Elles sont décorées comme si elles dataient du XIXe siècle avec des peintures encadrées, des ventilateurs au plafond, du marbre dans la salle de bains et de l'artisanat en bois. Elles possèdent toutefois le "confort moderne" dans un style s'harmonisant à l'époque victorienne dont la télévision avec le câble, une cafetière, un réfrigérateur, un accès Internet, un téléphone double ligne avec messagerie, un fer à repasser et un sèche-cheveux.
Les prix en 2005, d'après le site officiel, pour une nuit débutent à partir de
- 339 $ pour une chambre avec vue sur le jardin
- 400 $ pour une chambre avec vue sur le lagon
- 415 $ pour une chambre dans le Main Building (dit en "Tower lodge" ou le 6)
- avec le service d'étage (appelé ("Club Concierge")
  - 450 $ pour le Lodge Club Concierge (chambre située dans le Main Building ou le 6)
  - 585 $ pour le Club Concierge (chambre située dans les autres bâtiments)
  - 595 $ pour le Club Concierge Deluxe
  - 595 $ pour le Club Concierge Honeymoon option pour les mariages
- Les suites situées dans le Main Building:
  - 985 $ pour la chambre unique avec deux salles de bains et un salon (2 à 4 personnes)
  - 1490 $ pour la chambre double avec une salle de bains, un coin douche et un salon  pour 4 à 8 personnes)
  - 1775 $  pour la chambre Presidential avec deux chambres, deux salles de bains, un salon et un bar (pour 4 personnes)

### Les restaurants et bars
Au rez-de-chaussée
- Garden View est un salon de thé et une brasserie qui offrent une vue sur la végétation du jardin et la cour intérieure de l'hôtel avec sa piscine. L'après-midi à l'heure du thé on peut y déguster des desserts avec des thés dans la plus pure tradition anglaise.
- 1900 Park Fare est un restaurant buffet qui a été décoré comme un carrousel avec des chevaux en bois et son orgue appelé Grosse Bertha. Des plantes adoucissent l'atmosphère. C'est le lieu de rencontre favori des jeunes filles (princesses) avec les personnages de Mary Poppins ou d'Alice au pays des merveilles qui viennent animer les repas.
- Grand Floridian Café est un restaurant situé le long du jardin dans une grande véranda au couleur crème et pêche. La vue donne sur la piscine. Il propose des salades, soupes, sandwichs et des entrées créatives pour le déjeuner, et des viandes rouges, du poisson et des fruits de mer pour le dîner.

Au premier étage:
- Mintzer's est un bar nommé d'après l'excentrique architecte qui donna à Palm Beach son aspect si particulier. Il est situé juste au-dessus du Garden View.
- Citricos est un large restaurant ajouté en 2000. Il propose de la cuisine méditerranéenne dans un décor de marché traditionnel français sur la Côte d'Azur.
- Victoria & Albert's est nommé d'après la reine Victoria et son mari qui ont régné sur le Royaume-Uni durant une grande partie du XIXe siècle.

La cuisine y est très élégante et une tenue de soirée obligatoire. Il y a qu'une soixantaine de places, donc la réservation est fortement conseillée.
Côté marina:
- Gasparilla Grill & Game est un snack-bar ouvert 24h sur 24 avec une salle d'arcade. Il propose en autres des pizzas, des hamburgers, des pâtisseries, des salades et des boissons.

En bordure du lagon:
- Narcoossee's possède une vue imprenable sur les rives du Seven Seas Lagoon avec sa forme octogonale. Il propose des plats de poissons et fruits de mer venus des côtes de l'Amérique du Nord : homard du Maine, saumon d'Alaska et huîtres de Fanny Bay. Le nom du restaurant vient d'une petite ville portuaire de Floride.
- Saint John Pool Bar est le nom du bar installé à côté de la piscine du jardin intérieur.

### Les boutiques
Elles sont toutes situées autour du Grand Hall, au rez-de-chaussée et au premier étage. 

Au rez-de-chaussée:
- Summer Lace est une boutique de vêtements et accessoires pour femme
- Sandy Cove propose des articles de souvenirs et des confiseries.

Au premier étage:
- Basin White propose des savons et poudres pour le bain
- Commander's Porter  est une boutique de vêtements et accessoires pour homme
- M Mouse Mercantile est une boutique d'articles Disney avec les inévitables peluches. Elle occupe un grand espace au-dessus de la réception.

Une troisième boutique Bibbidi Bobbidi Boutique doit ouvrir dans l'hôtel Disney's Grand Floridian Resort durant l'été 2019 dans l'ancien Ivy Trellis Salon

### Les activités possibles
Deux piscines sont à la disposition des résidents :
- Courtyard Pool est une piscine normale située dans le jardin intérieur avec en plus un bassin spécial pour les enfants.
- Beach Pool fut ajoutée en 2001 devant l'entrée du Grand Hall le long de la plage avec une entrée de profondeur zéro

Une zone de jeux pour les enfants appelée Mouseketeer Clubhouse est située face à la marina à côté de la salle d'arcade.
Une marina baptisée Captain's Shipyard permet de louer des embarcations et offre aussi une excursion à la recherche de trésor pour les enfants de 4 à 10 ans baptisée Disney's Pirate Adventure. Un yacht est aussi en location pour 275$ l'heure.
Un salon de coiffure, le Ivy Trellis, est situé dans le Grand Hall au premier étage, et permet de se refaire une beauté.
Deux terrains de tennis en terre battue nommé Winfields Tennis Courts. Ils sont situés juste avant le spa derrière la piscine Beach Pool le long du monorail. Le matériel n'est pas fourni.

#### Le Spa
Il est situé le long de la plage en face du pavillon de mariage. Il comprend des équipements de sports, un sauna et une douzaine de salle de massage. Des séances d'aromathérapie, d'applications d'herbes ou de simples massages sont proposées, certaines peuvent l'être aussi pour les enfants.
Une boutique vend des produits pour continuer chez soi ou dans sa chambre les bienfaits du centre.

#### Le centre de congrès
L'hôtel comprend un centre de congrès modulaire de 4 000 m2 ouvert en 1992. L'entrée peut se faire par le grand foyer et sa porte cochère ou les deux petits foyers aux extrémités du couloir principal.
Il comprend :
- une grande salle, la Grand Floridian Ballroom modulable en neuf pièces ;
- une salle moyenne, le St Augustine Hall modulable en quatre pièces ;
- trois petits salons dont le Key West et le Whitehall reliés par une véranda couverte, le troisième Palm Beach jouxte la porte cochère ;
- une cuisine et plusieurs salles de service.

Des quais de déchargement et des couloirs de service sont disponibles pour faciliter les va-et-vient en coulisse.

#### Le pavillon de mariage

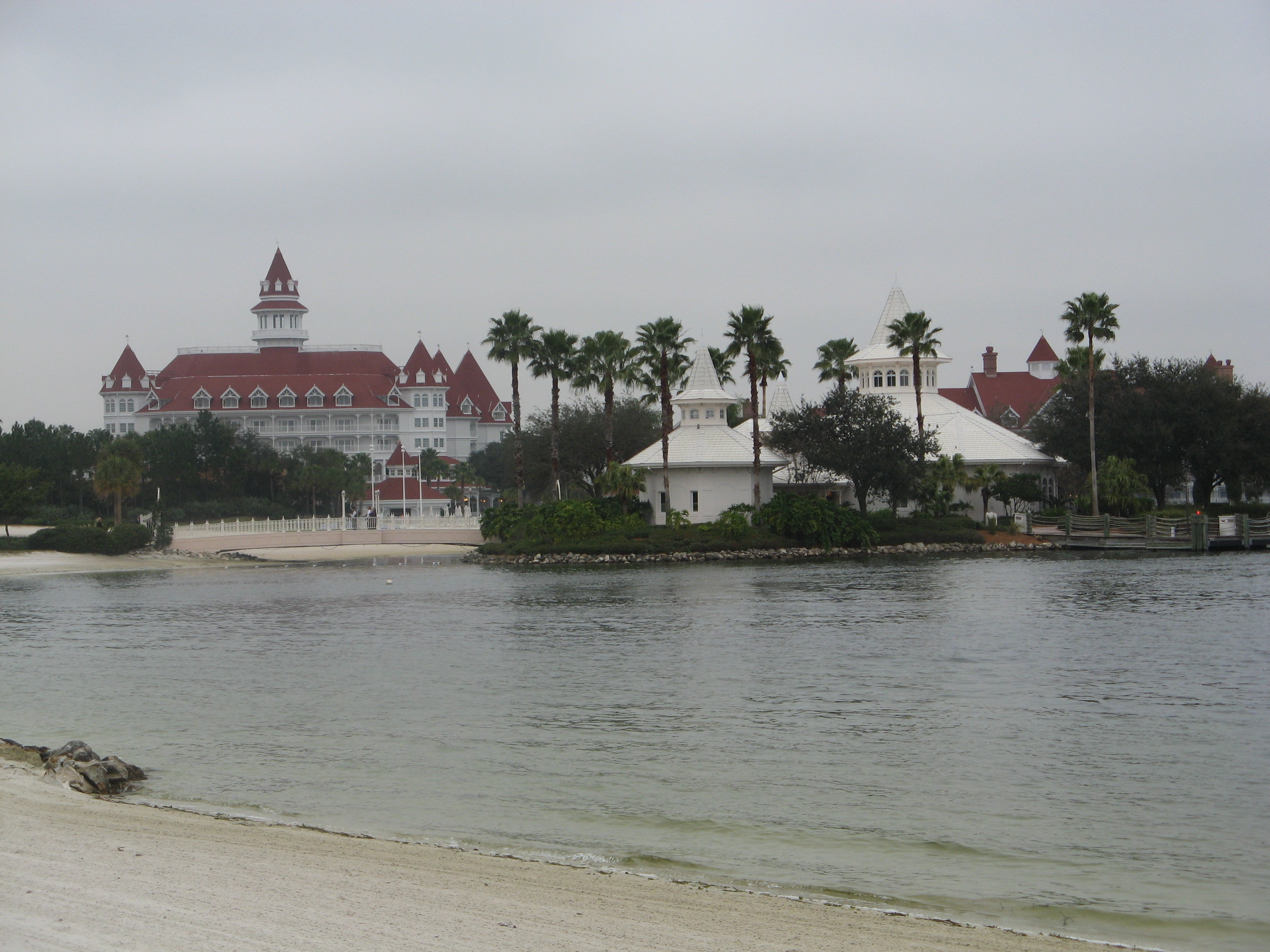
Le pavillon et le Grand Floridian derrière

Voir le Disney's Fairy Tale Wedding Pavilion.

## Incident
Le 14 juin 2016, vers 21 h EDT, Lane Graves, un enfant de 2 ans originaire du Nebraska, est happé par un alligator alors qu'il jouait sur la rive du Seven Seas Lagoon, tout près de l'hôtel,. Le corps sans vie, mais intact, de l'enfant est retrouvé le lendemain.

## Informations connexes
L'hôtel fut le site principal de tournage de la série Caraïbes offshore (Thunder in Paradise).
Des photos de cet hôtel servirent avant l'ouverture du Disneyland Hotel de Paris à illustrer des publicités.